# 부다페스트 13구
부다페스트 13구(헝가리어: Budapest XIII. kerülete)는 헝가리 부다페스트를 구성하는 23개의 구 중 하나다.